# Wit Huis (Loppem)
Het Wit Huis is een landhuis in Loppem, een deelgemeente van Zedelgem in de provincie West-Vlaanderen. Het huis ligt in de dorpskern en valt, net als de rest van de dorpskern, onder het beschermd dorpsgezicht, met uitzondering van de bijbehorende hoeve.

## Geschiedenis
Het Wit Huis werd in 1778 gebouwd op grond van het voormalige Hof van Steelant door Michiel Lauwers-Bouuaert, landmeter van het Brugse Vrije en baljuw van Den Houtschen. Zijn zoon Augustinus, de eerste burgemeester van Loppem na de Belgische onafhankelijkheid, verbouwde het pand grondig. In 1873 werd het huis aangekocht door burgemeester Charles van Caloen. Zijn zoon Albert en kleinzoon Karl, eveneens burgemeesters van Loppem, woonden er met hun gezin. De stenen ommuring met toegangspoort dateert van 1887.
In 1890 en 1935 werd het landhuis aan de achterzijde vergroot. In 1989 werd het gebouw een afdeling van het Koninklijk Instituut Spermalie, een huis voor volwassen personen met een visuele en/of meervoudige beperking.

## Koninklijk verblijf
Koning Leopold III verbleef van 18 tot 24 mei 1940 in het Wit Huis. Zich, zoals zijn leger, terugtrekkend voor de Duitse legers, had hij het Fort van Breendonk verlaten en gedurende een paar weken zijn operationeel hoofdkwartier als legerbevelhebber in Sint-Andries bij Brugge geïnstalleerd, in het Kasteel Koude Keuken.
Als tijdelijk nachtverblijf koos hij Loppem, wellicht in herinnering aan het verblijf aldaar van zijn ouders op het einde van de Eerste Wereldoorlog. Ridder Pierre van Outryve d'Ydewalle herinnerde zich in zijn memoires hoe de regeringstop (waar hij als kabinetschef van de eerste minister toe behoorde), toen die de koning wilde opzoeken, zich spontaan naar het kasteel van Caloen in Loppem begaf, om ter plekke vast te stellen dat het in een kleiner pand was - de woning van de toenmalige burgemeester, Karl van Caloen (schoonbroer van d'Ydewalle) - dat de koning zijn intrek had genomen. Op 24 mei verliet de koning dit huis en bracht de laatste nachten van de Achttiendaagse Veldtocht door in het kasteel van Wijnendale bij Torhout, terwijl zijn hoofdkwartier ongewijzigd in Sint-Andries bleef.

## Huidige functie
In 1999 werd het huis vergroot met nieuwbouw in opdracht van het instituut De Kade, dat er sindsdien gehuisvest is. Het is een instelling voor mensen met een auditieve of visuele beperking en mensen met autisme. Ze bestaat uit een school (peutertuin, lager en secundair onderwijs), een leefgroep voor minderjarigen en volwassenen en een revalidatiecentrum. De tuin werd aangelegd door de gemeente en is toegankelijk. Er zijn kunstwerken te zien van de bewoners.
De bewoners werken in ateliers waar ze zaken produceren, onder meer door middel van houtbewerking en tuinieren. Daarnaast kent de instelling een muziekgroep genaamd De Witte Wolven, die eigen nummers schrijft.

## Afbeeldingen

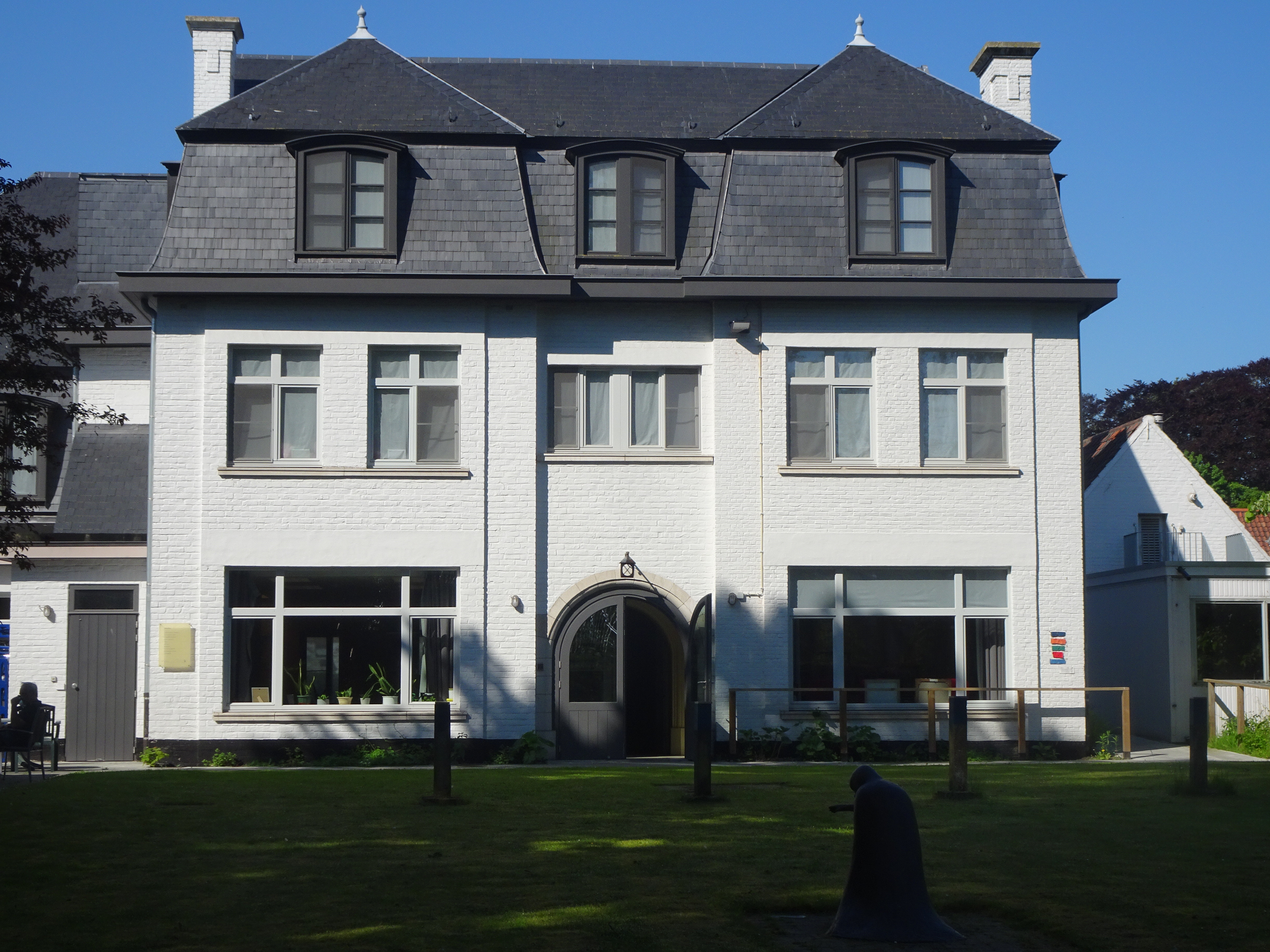
Achterkant van het hoofdgebouw
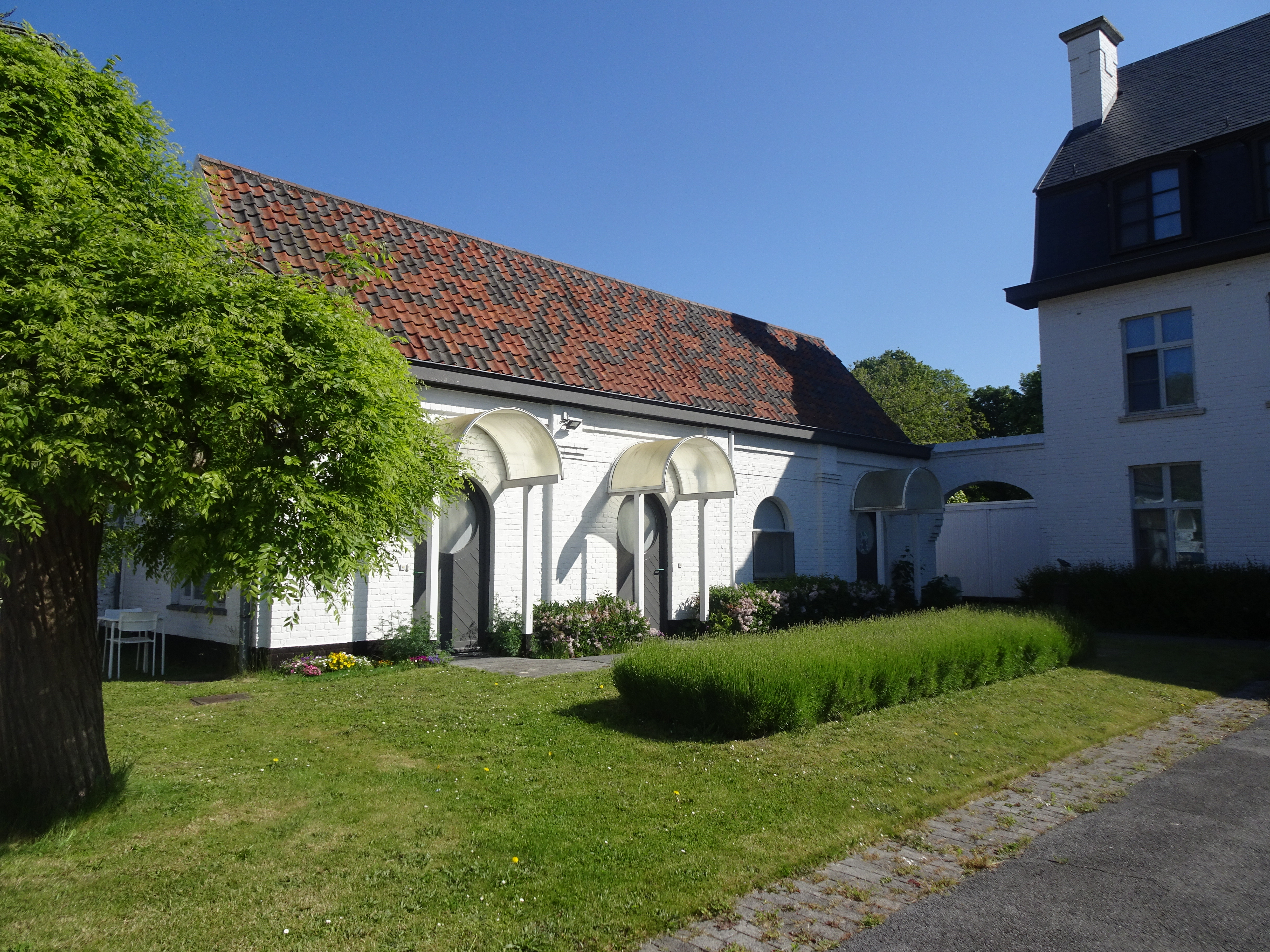
studio's voor bewoners
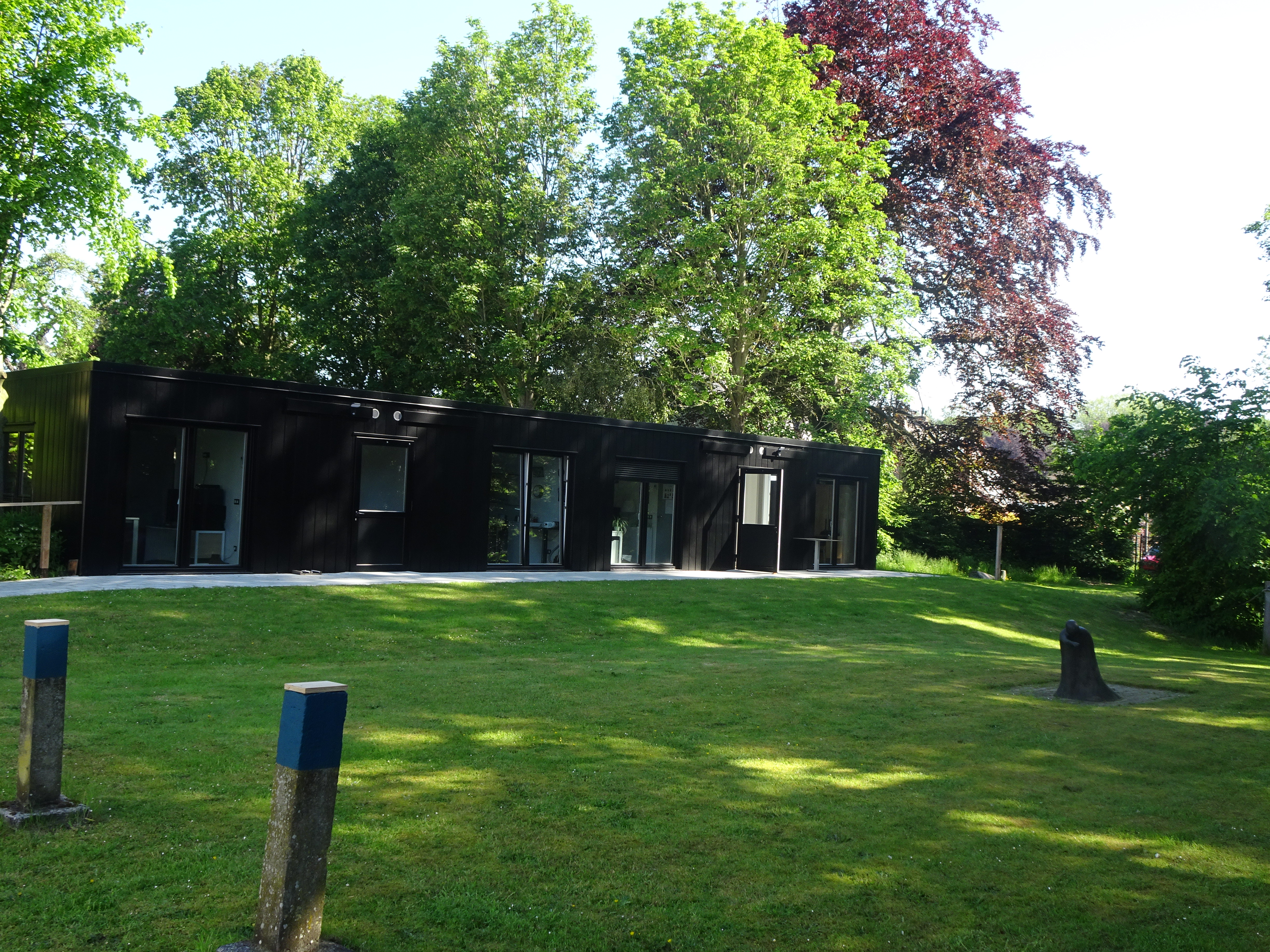
studio's in de tuin